# Jan Gomoła (fotograf)
Jan Gomoła (ur. 4 września 1945 w Krakowie) – polski artysta fotograf. Członek Zarządu Rzeszowskiego Towarzystwa Fotograficznego. Członek honorowy i prezes Zarządu Tarnowskiego Towarzystwa Fotograficznego.

## Życiorys
Jan Gomoła związany z tarnowskim środowiskiem fotograficznym – mieszka i pracuje w Tarnowie. W 1970 roku został absolwentem Wyższej Szkoły Pedagogicznej w Rzeszowie. W latach 1971–1972 pracował jako instruktor fotografii w Młodzieżowym Domu Kultury w Rzeszowie. Od 1969 roku do 1982 był członkiem Rzeszowskiego Towarzystwa Fotograficznego, w którym w latach 1972–1975 pełnił funkcje w Zarządzie RTF. W 1976 roku podjął pracę instruktora fotografii w Pałacu Młodzieży w Tarnowie. W 1977 roku został członkiem Tarnowskiego Towarzystwa Fotograficznego, w którym od 1997 roku pełnił funkcję prezesa Zarządu. Był wykładowcą fotografii w II Studium Nauczycielskim w Tarnowie (1987–1988). W 1984 roku uzyskał uprawnienia instruktora fotografii kategorii S, przyznane przez Ministerstwo Kultury i Sztuki. 
Jan Gomoła jest autorem i współautorem wielu wystaw fotograficznych; indywidualnych, zbiorowych, poplenerowych oraz pokonkursowych, na których otrzymał wiele akceptacji, nagród, wyróżnień, dyplomów, listów gratulacyjnych. Szczególne miejsce w jego twórczości zajmuje fotografia aranżowana – kreacyjna, fotografia architektury, fotografia portretowa, fotografia reportażowa oraz fotomontaż. Jan Gomoła jest autorem artykułów o tematyce fotograficznej i licznych publikowanych fotografii w wielu czasopismach oraz fotograficznej prasie specjalistycznej (m.in. Głos Nauczycielski, Foto, Magazyn Fotograficzny, Tarniny, TeMi). Uczestniczy w pracach jury ogólnopolskich konkursów fotograficznych. W 1998 roku za osiągnięcia w upowszechnianiu sztuki fotograficznej został uhonorowany Dyplomem Ministerstwa Kultury i Sztuki. 
W 2014 roku obchodził jubileusz 55-lecia pracy twórczej, prezentując swoje zdjęcia na retrospektywnej wystawie Jan Gomoła – 55 lat z fotografią – w Galerii Pałacu Młodzieży w Tarnowie. W 2018 roku został uhonorowany Medalem „Za Zasługi dla Fotografii Polskiej” – odznaczeniem przyznawanym przez Kapitułę Fotoklubu Rzeczypospolitej Polskiej Stowarzyszenia Twórców – w 100. rocznicę odzyskania przez Polskę niepodległości.

## Odznaczenia
- Brązowy Krzyż Zasługi[14]
- Medal Za Zasługi dla Miasta Tarnowa (1986)
- Odznaka „Zasłużony Działacz Kultury” (1989)
- Medal 150-lecia Fotografii (1989)
- Srebrna Odznaka Honorowa Federacji Amatorskich Stowarzyszeń Fotograficznych w Polsce
- Odznaka Zasłużony dla Województwa Tarnowskiego (1998)
- Medal „Za Zasługi dla Fotografii Polskiej” (2018)[13]
- Medal „Za Zasługi dla Rozwoju Twórczości Fotograficznej”[14]

Źródło

## Wybrane wystawy (nagrody)
| Lp. | Tytuł wystawy                                                       | Nagroda       | Data | Miejscowość | Kraj    |
| --- | ------------------------------------------------------------------- | ------------- | ---- | ----------- | ------- |
| 1   | IV Ogólnopolska Wystawa Fotografii Artystycznej                     | Wyróżnienie   | 1972 | Tarnów      | Polska  |
| 2   | III Międzynarodowy Salon Fotografii Artystycznej Foto-Expo          |               | 1973 | Poznań      | Polska  |
| 3   | III Ogólnopolska Wystawa Fotografii Artystycznej W Polskim Słońcu   | III Nagroda   |      | Bydgoszcz   | Polska  |
| 4   | V Międzynarodowy Salon Fotografii Artystycznej Foto-Expo            | Brązowy Medal | 1977 | Poznań      | Polska  |
| 5   | Konkurs Fotografii Polskiej Złocisty Jantar                         | Wyróżnienie   | 1979 | Gdańsk      | Polska  |
| 6   | Międzynarodowy Konkurs Fotograficzny Tallinna Purjed                |               | 1979 | Tallinn     | Estonia |
| 7   | VI Międzynarodowy Salon Fotografii Artystycznej Foto-Expo           |               | 1979 | Poznań      | Polska  |
| 8   | VII Międzynarodowy Salon Fotografii Artystycznej Foto-Expo          | Brązowy Medal | 1981 | Poznań      | Polska  |
| 9   | VIII Międzynarodowy Salon Fotografii Artystycznej Foto-Expo         | Dyplom PTF    | 1983 | Poznań      | Polska  |
| 10  | Ogólnopolska Wystawa Polska Fotografia Amatorska w latach 1944-1984 |               | 1984 | Warszawa    | Polska  |
| 11  | Wystawa Tarnowskiego Towarzystwa Fotograficznego Nie tylko Tarnów   |               | 2006 | Tarnów      | Polska  |

Źródło